# Оперон
В генетиката, оперонът е функционална единица от ДНК молекулата, съдържаща „пакет“ от гени под контрола на един-единствен регулаторен сигнал, наречен промотор. Структурните гени от един оперон се транскрибират заедно в матрична РНК и се транслират заедно в цитоплазмата. Възможно е първичния РНКов транскрипт да претърпи транс-сплайсинг при което се получават няколко моноцистолични мРНКи, които се транслират отделно и кодират различен протеин.
Първоначално се смята, че опероните са характерни единствено за прокариотите, но откакто са открити първите оперони при еукариоти през началото на 90те се трупат все повече доказателства, че те са по-често срещани отколкото се предполагаше по-рано.

## Основен преглед
Опероните се срещат предимно при прокариоти, но също така и при еукариоти, като нематоди C. elegans. и насекоми Drosophila melanogaster. Гените на рибозомната РНК (рРНК) често са подформата на оперон даже и при висшите еукариоти в това число гръбначни. Оперона е изграден от няколко структурни гена контролирани от общ промотор и общ оператор.